# Tjernihiv rajon
Tjernihiv rajon (ukrainsk: Чернігівський район, tr. Tjernihivskij rajon) er en af 5 rajoner i Tjernihiv oblast i Ukraine, hvor Tjernihiv rajon er beliggende i den vestlige del af oblasten med Korjukivka rajon mod øst, Nizjyn rajon mod sydøst, og med grænse til Kyiv oblast dels som en landegrænse mod syd, og dels gennem Kyivreservoiret mod sydvest. Mod vest og nord har Tjernihiv rajon grænse til Hviderusland, hvor grænsen mod vest udgøres af floden Dnepr et godt stykke af vejen. Floden Desna gennemløber Tjernihiv rajon fra øst, via byen Tjernihiv, og mod sydvest, hvorefter den udmunder i Dnepr inde i Kyiv oblast, ved hovedstaden Kyivs nordlige udkant.

## Administrativ inddeling og demografi
Før 2020 var Tjernihiv med dens status som "by af regional betydning" ikke en del af den tidligere Tjernihiv rajon, selvom rajonens forvaltningssæde dengang som nu befandt sig i Tjernihiv.
Ved Ukraines administrative reform i juli 2020
løftedes både byen Tjernihiv og territorier fra fire yderligere rajoner ind i den nye Tjernihiv rajon, der nu har et befolkningstal på 460.900 

## Enklaven Slavutytj
Byen Slavutytj (ukrainsk: Славу́тич) ses på kortet over Tjernihiv rajon som det lille hvide område (2,5 kvadratkilometer) nær rajonens vestlige grænse. Området er administrativt set en eksklave, der hører under Kyiv oblast, hvor det efter den administrative reform i 2020 er en del af Vysjhorod rajon.
Byggeriet af Slavutytj blev påbegyndt i 1986 efter ulykken på Tjernobyl-atomkraftværket, fordi man skulle bruge et sted til de mange mennesker, som var blevet evakueret fra byen Pripjat. Navnet Slavutytj er det gamle slaviske navn for Dnepr-floden, og byen ligger 45 km fra Pripjat og 50 km fra Tjernobyl. Der går en direkte jernbaneforbindelse hen over Dnepr og grænserne til Hviderusland og til Tjernobyl-værket, der blev lukket helt ned i december 2000. Mange af indbyggerne i Slavutytj arbejder imidlertid stadig ved værket med overvågning, vedligeholdelse eller videnskabelige formål. Forekomsten er høj af sygdomme, der kan relateres til radioaktiv stråling. Men i byen kan man også konstatere en ret høj fødselsrate. Der er dog en vis fraflytning, og der forudses en tendens til gradvist fald i størrelsen af befolkningen, som i 2020 var på 24.784 mennesker.

## Den Sorte Grav
I et område i og ved rajonens centerby Tjernihiv har man fundet mere end 550 gamle gravhøje. Den Sorte Grav (ukrainsk: Чорна могила, tr. Tjorna mohyla), er den største gravhøj i Tjernihiv, idet den er over 10 m i højden og har en omkreds på mere end 120 meter. Den Sorte Grav er nævnt i den gamle Hypatiuskrønike. Nutildags er den en turistattraktion i et frilandsmuseum med mange arkitektoniske fortidsminder, som viser tilbage til den gamle tid i Tjernihiv. Gravhøjen blev udgravet i 1872-73 af den russiske arkæolog Dmitrij Samokvasov, der i øvrigt var født i den nuværende Novhorod-Siverskij rajon i Tjernihiv oblast men uddannet på det kejserlige universitet i Skt. Petersborg.
Den Sorte Grav er blevet dateret til 2. halvdel af det 10. århundrede, hvor Kijevriget var hærget af mange kampe. I graven fandt man kun ganske få knogler, men ud fra de fornemme gravgaver kan man konkludere, at to højtstående mænd (måske fyrster i Tjernihiv) er blevet begravet der efter antageligvis at være faldet på slagmarken . De kan godt have været nordboere, dvs. af skandinavisk oprindelse, og de har nok fået selskab i døden af 1-2 kvindelige trælle, som det var kutyme i vikingetiden. Flere af gravgaverne i Den Sorte Grav og selve begravelsesmåden peger således mod nordisk tradition . Mellem gravens genstande var en lille forgyldt bronzefigur på 45 mm, som på grund af oxidering var dækket af et grønt lag ved fundet, men da der også var andre, umiddelbart finere genstande i graven, blev bronzefiguren først i 1982 overført til restaurering ved kemisk rensning på Statens Historiske Museum i Moskva, hvor den i dag er udstillet sammen med de andre genstande. Sandsynligvis skal bronzefiguren forestille en af guderne Odin og Thor, og figuren kan måske være blevet brugt i forbindelse med det nordiske spil Hnefatafl, også kaldet Kongens Bord, idet man også fandt to sæt udskårne spillebrikker i Den Sorte Grav 

## Det arkæologiske kompleks ved Shestovytsja
På lokaliteten Korovel langs med Desna-floden ved landsbyen Shestovytsja, 12 km sydvest for Tjernihiv, er der fundet et stort antal gravhøje fra omkring 10. og 11. århundrede. De fundne genstande og begravelsesmetoderne fortæller om de daværende indbyggeres forbindelser, både til Skandinavien, Novgorod og det byzantinske kejserrige samt østpå. Et stort antal mønter tyder på, at stedet har været et handelscenter på linje med de største i Kijevriget, men der er også begravet krigere med deres slaver, heste, våben og andet udstyr, og desuden er der fundet en meget righoldig kvindegrav.
Der er foretaget udgravninger i Korovel ved Shestovytsja adskillige gange, først i 1925-27 af den ukrainske arkæolog Smolitjev.
I 1998 begyndte man at lave årlige udgravninger under ukrainsk, russisk og norsk styring, og senere blev der i en periode afholdt både sommerskoler i arkæologi og vikingefestivaler hvor man kunne iagttage glade mennesker, boder og sværdkampe. Ifølge arkæolog, ekspert i Kijevriget og akademimedlem Petro Tolotjko fandt man på stedet i 2006 "årets sensation i ukrainsk arkæologi" - sporene efter begravelsen af en væringehøvding.